# (541072) 2018 OE1
(541072) 2018 OE1 es un asteroide perteneciente al cinturón de asteroides descubierto el 29 de septiembre de 2003 por el equipo del Spacewatch desde el Observatorio Nacional de Kitt Peak, Arizona, Estados Unidos.

## Designación y nombre
Designado provisionalmente como 2018 OE1.

## Características orbitales
2018 OE1 está situado a una distancia media del Sol de 2,446 ua, pudiendo alejarse hasta 3,044 ua y acercarse hasta 1,849 ua. Su excentricidad es 0,244 y la inclinación orbital 15,58 grados. Emplea 1397,85 días en completar una órbita alrededor del Sol.

## Características físicas
La magnitud absoluta de 2018 OE1 es 17,3. Tiene 1,514 km de diámetro y su albedo se estima en 0,084. 